# Warren F. Daniell
Warren Fisher Daniell, född 26 juni 1826 i Newton Lower Falls i Massachusetts, död 30 juli 1913 i Franklin i New Hampshire, var en amerikansk politiker (demokrat). Han var ledamot av USA:s representanthus 1891–1893.
År 1891 efterträdde han Orren C. Moore i representanthuset och efterträddes 1893 av Henry Moore Baker.
Daniell är begravd på Franklin Cemetery i Franklin i New Hampshire.